# عملية الغازات السامة في مترو طوكيو

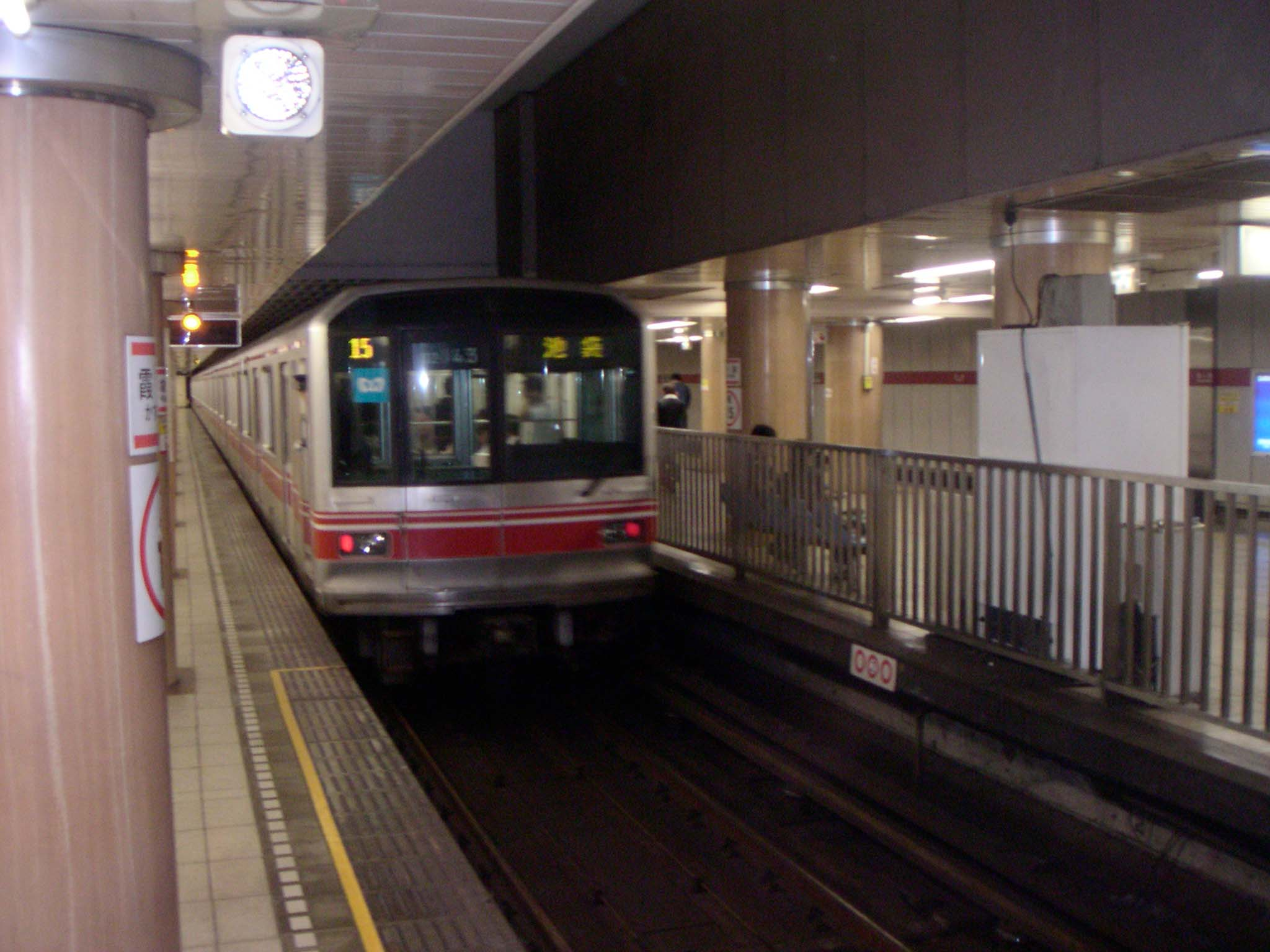
المكان التي وقعت بعملية الغازات السامة في مترو طوكيو

عملية هجوم الغاز السام في مترو طوكيو (باليابانية: 地下鉄サリン事件) (بالإنجليزية: Sarin attack on the Tokyo subway)‏، هي عملية تخريبية قامت بها جماعة أوم شنريكيو المحظورة في اليابان، نفذت تلك العملية بتاريخ 20 مارس 1995 وذلك برمي زجاجة غاز أعصاب السارين، والتي أودت بحياة 13 شخصا وأصيب نحو 5000 آخرين.

## وصلات خارجية
- Aum Shinrikyo A history of Aum and list of Aum-related links
- The Aum Supreme Truth Terrorist Organization - The Crime library Crime Library article about Aum
- I got some pictures of sarin scattered on the metro floor Several pictures taken by One of the passengers on the scene (in Japanese)
- "Homebrew chemical terror bombs, hype or horror?," السجل
- Japanese police "Wanted" poster (بالإنجليزية)